# Montaure
Montaure is een  gemeente in het Franse departement Eure in de regio Normandië en telt 1073 inwoners (1999). De plaats maakt deel uit van het arrondissement Les Andelys.

## Geschiedenis
De gemeente fuseerde op 1 januari 2017 met Tostes tot de commune nouvelle Terres de Bord, waarvan Montaure de hoofdplaats werd.

## Geografie
De oppervlakte van Montaure bedraagt 10,2 km², de bevolkingsdichtheid is 105,2 inwoners per km².
De onderstaande kaart toont de ligging van Montaure met de belangrijkste infrastructuur en aangrenzende gemeenten.

## Demografie
Onderstaande figuur toont het verloop van het inwonertal (bron: INSEE-tellingen).